# Pokal evropskih prvakov 1974/75 (hokej na ledu)
Pokal evropskih prvakov 1974/75 je deseta sezona hokejskega pokala, ki je potekal med 13. oktobrom in 12. septembrom. Naslov evropskega pokalnega zmagovalca je osvojil klub Krila Sovjetov, ki je v finalu premagal Duklo Jihlava.

## Tekme

### Prvi krog
| 1. klub               | Rezultat          | 2. klub           |
| --------------------- | ----------------- | ----------------- |
| SG Cortina            | 2:5, 3:4          | EC KAC            |
| HC Saint-Gervais      | 0:7, 2:6          | Ferencvárosi TC   |
| HK Olimpija Ljubljana | 6:2, 4:1          | CSKA Sofija       |
| SG Dynamo Weißwasser  | 14:2, 3:2         | Tilburg Trappers  |
| Berliner SC           | 7:5, 6:3          | Hasle-Løren IL    |
| HIFK                  | 8:7, 6:7 (3:1 KS) | Podhale Nowy Targ |

### Drugi krog
| 1. klub               | Rezultat | 2. klub              |
| --------------------- | -------- | -------------------- |
| EC KAC                | 8:6, 5:5 | Ferencvárosi TC      |
| HK Olimpija Ljubljana | 4:6, 2:8 | SG Dynamo Weißwasser |
| Berliner SC           | 3:4, 5:3 | SC Bern              |
| HIFK                  | b.b.     | Leksands IF          |

### Četrtfinale
| 1. klub     | Rezultat | 2. klub              |
| ----------- | -------- | -------------------- |
| EC KAC      | 1:8, 3:7 | SG Dynamo Weißwasser |
| Berliner SC | 1:3, 2:4 | HIFK IF              |

### Polfinale
| 1. klub               | Rezultat  | 2. klub              |
| --------------------- | --------- | -------------------- |
| Krylya Sovetov Moscow | 4:1, 4:3  | SG Dynamo Weißwasser |
| HIFK                  | 2:7, 4:10 | Dukla Jihlava        |

### Finale
| 1. klub       | Rezultat | 2. klub        |
| ------------- | -------- | -------------- |
| Dukla Jihlava | 3:2, 0:7 | Krila Sovjetov |